# Noosa River
Noosa River är ett vattendrag i Australien. Det ligger i delstaten Queensland, omkring 120 kilometer norr om delstatshuvudstaden Brisbane. Genomsnittlig årsnederbörd är 1 898 millimeter. Den regnigaste månaden är januari, med i genomsnitt 360 mm nederbörd, och den torraste är september, med 41 mm nederbörd.